# Elachopeltella sapindacearum
Elachopeltella sapindacearum är en svampart som beskrevs av Bat. & Cavalc. 1964. Elachopeltella sapindacearum ingår i släktet Elachopeltella, divisionen sporsäcksvampar och riket svampar.   Inga underarter finns listade i Catalogue of Life.